# Witalis Ludwiczak

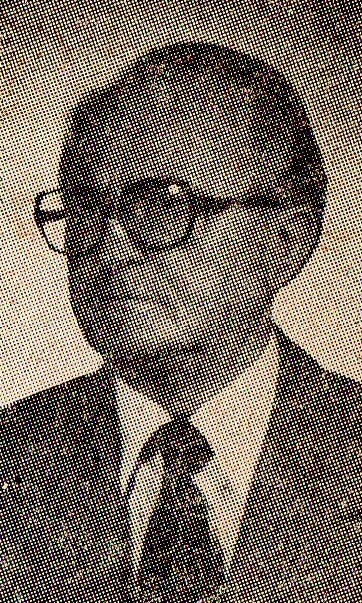
Witalis Ludwiczak

Witalis Ludwiczak, född 20 april 1910 i Poznań, död i 17 juni 1988 i Poznań, var en polsk ishockeyspelare. Han var med i det polska ishockeylandslaget under två olympiska spel och kom på fjärde plats 1932 i Lake Placid. 1936 kom laget på nionde plats vid Garmisch-Partenkirchen.